# Jacqueline Surchat
Jacqueline Surchat est une réalisatrice et scénariste née en 1956 à Fribourg. En 1989, elle se forme en qualité d'assistante de réalisation et de monteuse au Conservatoire libre du cinéma français à Paris.

## Parcours professionnel
Après des études d’assistante sociale, elle part quatre années à l’étranger et gagne sa vie dans diverses activités : convoyages de voiliers à travers l’Atlantique, guide touristique en Guadeloupe, traductrice à Montréal, courrier à New York. À son retour, elle travaille dans l’informatique avant de se tourner définitivement vers le cinéma. Elle entreprend des études d’assistante de réalisation et de montage au Conservatoire Libre du Cinéma Français à Paris, et en parallèle, suit une formation d’écriture de scénario à la Sorbonne Nouvelle. Elle écrit et réalise plusieurs courts métrages sélectionnés dans de nombreux festivals et raflent divers prix. En 2004, Jacqueline Surchat donne la priorité à son activité de scénariste et collabore à l’écriture d’une douzaine de courts et de longs métrages de cinéma. Pour la télévision, elle crée Marilou, une série de 24 x 26 minutes pour la Télévision Suisse Romande. Elle co-écrit Le Semeur (2017) réalisé par Marine Francen qui sort en salles entre autres en France, Espagne, Grèce, États-Unis et obtient diverses distinctions dans les festivals dont le prix de Stuttgart du meilleur scénario et le prix Nouveaux Réalisateurs à San Sebastian. Elle co-écrit Boomerang (2017) réalisé par Nicole Borgeat nommé pour le prix du public aux 53ème journées de Soleure et obtient à Berlin le Prix CIVIS Entertainement 2019. Jacqueline Surchat est également script consultante sur de nombreux films de cinéma suisses, français et québécois.

## Filmographie partielle

### Comme réalisatrice
- 1989 : Au bout du fil
- 1989 : L'amour fou
- 1991 : Utopie hors-jeu
- 1995 : Bonheur à cloche-pied
- 1998 : Monsieur Vitali (Blind Date)
- 2003 : Fribourg autrement
- 2004 : Hafis, l'artiste nomade

### Comme scénariste
- 2002 : L'été de Chloé de Heikki Arekallio
- 2003 : Fribourg autrement de Jacqueline Surchat
- 2004 : Hafis, l'artiste nomade de Jacqueline Surchat
- 2013 : Die Schweizer – Les Suisses – Gli Svizzeri – Ils Svizzers de Dominique Othenin-Girard
- 2018 : Boomerang de Nicole Borgeat